# Мышкино (Юровское муниципальное образование)
Мышкино — деревня в Грязовецком районе Вологодской области.
Входит в состав Юровского муниципального образования, с точки зрения административно-территориального деления — в Минькинский сельсовет.
Расстояние до районного центра Грязовца по автодороге — 44,5 км.
По переписи 2002 года население — 2 человека.